# Metastelma microgynostegia
Metastelma microgynostegia är en oleanderväxtart som beskrevs av Pontiroli. Metastelma microgynostegia ingår i släktet Metastelma och familjen oleanderväxter. Inga underarter finns listade i Catalogue of Life.